# Ratificare
Ratificarea constituie actul juridic prin care un stat își exprimă consimțământul, prin intermediul autorităților sale competente, de a fi legat printr-un tratat internațional, semnat de reprezentanții săi. Autoritățile competente sunt precizate de constituția statului care ratifică tratatul.
Ratificarea este înțeleasă ca un act formal și solemn din partea unui șef de stat, prin care este dată aprobarea și angajamentul de a executa obligațiile asumate.
Efectul juridic al semnării unui tratat depinde de faptul dacă este sau nu obiect al ratificării, acceptării sau aderării. În cazul în care semnarea tratatului este obiect al ratificării, acceptării sau aderării, aceasta reprezintă doar o etapă intermediară, semnificând faptul că delegații au căzut de acord asupra textului și doresc să-l accepte. În aceste condiții semnarea tratatului nu exprimă consimțământul final de a fi legat și nici nu are ca efect obligația statelor de a-l ratifica sau de a dispune eventuale măsuri pregătitoare de implementare. Etapa intermediară dintre semnare și ratificare dă posibilitatea statelor de a promulga legislația necesară sau de a obține acordul propriilor Parlamente.

### lntrarea în vigoare a tratatului
lntrarea în vigoare a unui tratat coincide cu momentul de la care acel tratat produce efecte juridice față de statele părți.
Documentele prin care statele își comunică îndeplinirea procedurilor interne de exprimare a consimțământului sunt denumite instrumente de ratificare sau de instrumente de aderare.
În cazul tratatelor bilaterale, data intrării în vigoare o reprezintă momentul schimbării instrumentelor de ratificare sau al notificării actului de aprobare sau acceptare.
În cazul tratatelor multilaterale, instrumentele de ratificare se depun pe lângă unul dintre guvernele statelor participante la negocierea și semnarea tratatului, căruia i-a fost încredințată funcția de depozitar, sau pe lângă o organizație internațională învestită cu aceeași funcție. Data intrării în vigoare a tratatelor se stabilește în funcție de acumularea unui număr minim de instrumente de ratificare, prestabilit prin dispozițiile tratatului.

## Situația în România
Legea nr. 4 din 11 ianuarie 1991 privind încheierea și ratificarea tratatelor prevede, printre altele, că:
Tratatele internaționale semnate în numele României, precum și acordurile, convențiile și înțelegerile semnate la nivelul guvernului român, care se referă la colaborarea politică și militară, cele care fac necesară adoptarea unor legi noi sau revizuirea legilor în vigoare, precum și cele care implică un angajament politic sau financiar ori se referă la probleme privind regimul politic și teritorial al statului sau la statutul persoanelor, drepturile și libertățile cetățenești sau participarea la organizații internaționale, precum și acelea care prevăd expres aceasta, sunt supuse Parlamentului pentru ratificare prin lege.
Articolul 91(1) din Constituția României stabilește competența Președintelui României de a încheia tratate internaționale în numele României, ceea ce înseamnă că acesta va fi competent să semneze tratatele internaționale, având obligația ca ulterior semnării să le supună spre ratificare Parlamentului României.

## Utilizare în procedura parlamentară
O adunare deliberativă, folosind procedura parlamentară, ar putea ratifica acțiuni care altfel nu au fost luate în mod valabil. De exemplu, acțiunile întreprinse acolo unde nu a existat cvorumul la ședință nu sunt valabile până când nu sunt ratificate ulterior la o ședință unde este prezent cvorumul.